# Gala (sacerdote)

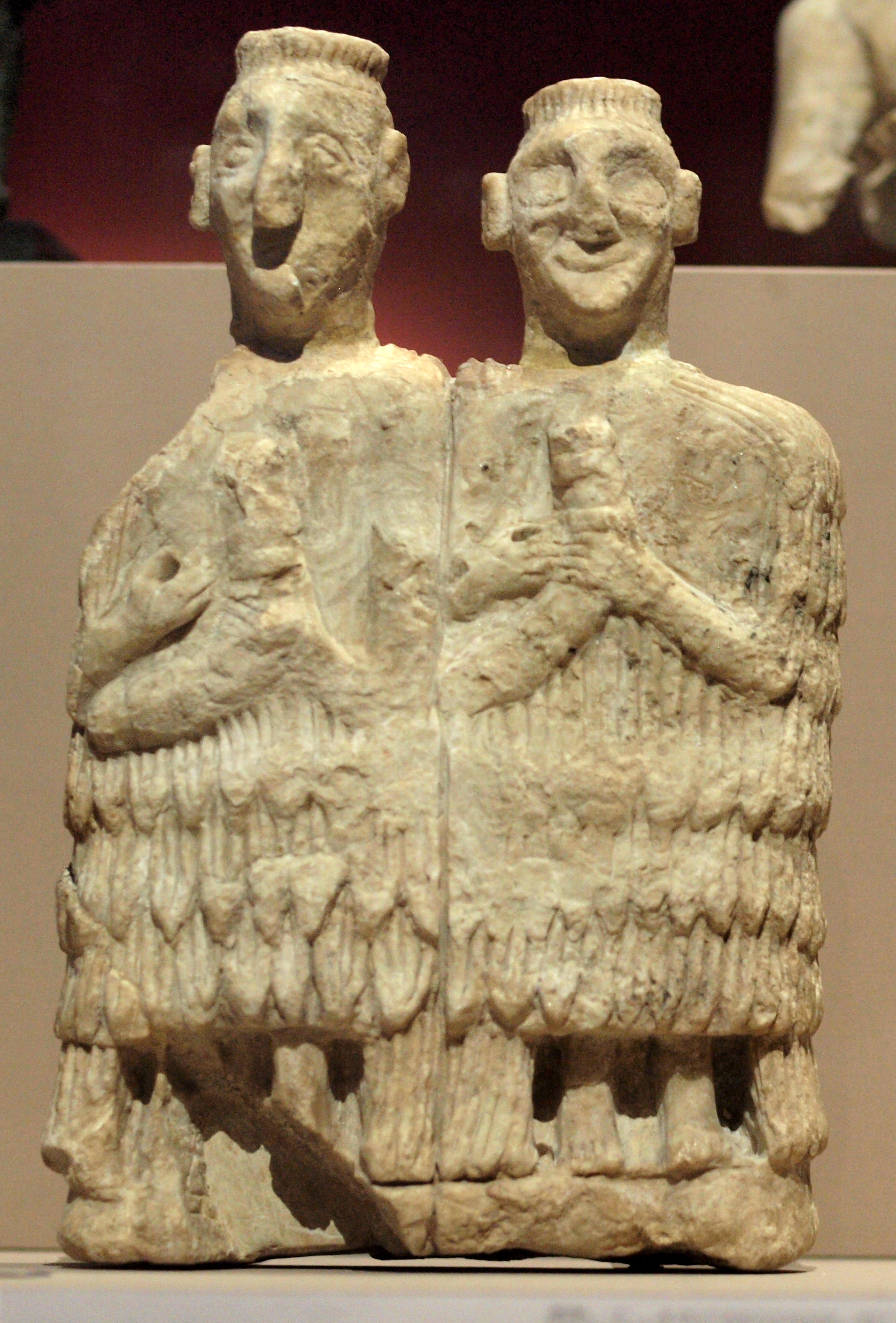
Estatuilla sumeria de dos galas, datada alrededor de 2450 a. C. y encontradas en el templo de Inanna en Mari.

Gala (gala en sumerio, kalû en acadio) eran una casta sacerdotal andrógina de la antigua Mesopotamia. Servían a la diosa Ishtar o Inanna y mantenían sus templos y palacios.

## Etimología
La palabra gala se escribe con la secuencia de signos UŠ.KU, de los cuales el primero se leería como "pene" y el segundo como "ano", por lo cual una traducción fiel podría ser la de "[practicantes de] sexo anal". Además, gala es homófono con la palabra sumeria para "vulva".

## Historias
Se cree que los gala evolucionaron del rol de plañideras alrededor de tercer milenio antes de Cristo, lo cual la mitología babilónica sustenta afirmando que el dios Enki creó a los primeros gala para entonar salmos fúnebres a la diosa Inanna."Gala" era un término de la antigua Mesopotamia, específicamente de la cultura sumeria, que se refería a individuos que desempeñaban el papel pasivo en relaciones sexuales homosexuales. Estos hombres eran frecuentemente sacerdotes o figuras religiosas que se dedicaban a cultos relacionados con dioses femeninos, como Inanna (o Ishtar), y eran conocidos por gestos, vestimentas y/o comportamientos femeninos, lo que formaba parte de una costumbre sagrada. La posición de Gala era única en la sociedad sumeria, con una connotación religiosa y simbólica, más que simplemente sexual.
También entonaban himnos en un dialecto sumerio llamado eme-sal, consagrado al lenguaje de las diosas.